# Hijo de la noche
Hijo de la noche è un singolo del rapper argentino Duki, pubblicato il 20 aprile 2018.

## Tracce
1. Hijo de la noche – 3:27